# Constitution de la Slovaquie
Lire en ligne

Ústavný zákon 460/1992 Zb.

La Constitution de la République slovaque (slovaque : Ústava Slovenskej republiky) est la norme juridique la plus élevée de la République slovaque. La Cour constitutionnelle est chargée de son respect. 

## Histoire
La Constitution a été adoptée par le Conseil national de la République slovaque le 1er septembre 1992 à 22 h 26 par 114 voix. Elle a été signée le 3 septembre 1992 au château de Bratislava. Elle a été modifiée à seize reprises entre 1992 et 2023.